# Basingstoke Town FC
Basingstoke Town FC (celým názvem: Basingstoke Town Football Club) je anglický fotbalový klub, který sídlí ve městě Basingstoke v nemetropolitním hrabství Hampshire. Založen byl v roce 1896. Od sezóny 2018/19 hraje v Southern Football League Premier Division South (7. nejvyšší soutěž). Klubové barvy jsou modrá a žlutá.
Své domácí zápasy odehrává na stadionu The Camrose s kapacitou 6 000 diváků.

## Získané trofeje
- Hampshire Senior Cup ( 7× )
  - 1970/71, 1989/90, 1995/96, 1996/97, 2007/08, 2013/14, 2016/17

## Úspěchy v domácích pohárech
Zdroj: 
- FA Cup
  - 2. kolo: 1989/90, 1997/98, 2006/07
- FA Trophy
  - 3. kolo: 1998/99, 2003/04

## Umístění v jednotlivých sezonách
Stručný přehled
Zdroj: 
- 1971–1979: Southern Football League (Division One South)
- 1979–1985: Southern Football League (Southern Division)
- 1985–1987: Southern Football League (Premier Division)
- 1987–1988: Isthmian League (Premier Division)
- 1988–1989: Isthmian League (First Division)
- 1989–1994: Isthmian League (Premier Division)
- 1994–1997: Isthmian League (First Division)
- 1997–2004: Isthmian League (Premier Division)
- 2004–2015: Conference South
- 2015–2016: National League South
- 2016–2018: Southern Football League (Premier Division)
- 2018– : Southern Football League (Premier Division South)

Jednotlivé ročníky
Zdroj: 
Legenda: Z – zápasy, V – výhry, R – remízy, P – porážky, VG – vstřelené góly, OG – obdržené góly, +/− – rozdíl skóre, B – body, červené podbarvení – sestup, zelené podbarvení – postup, fialové podbarvení – reorganizace, změna skupiny či soutěže
| Sezóny  | Liga                                              | Úroveň | Z  | V  | R  | P  | VG | OG | +/− | B  | Pozice |
| ------- | ------------------------------------------------- | ------ | -- | -- | -- | -- | -- | -- | --- | -- | ------ |
| 2009/10 | Conference South                                  | 6      | 42 | 13 | 10 | 19 | 49 | 68 | −19 | 49 | 15.    |
| 2010/11 | Conference South                                  | 6      | 42 | 13 | 10 | 19 | 50 | 63 | −13 | 49 | 13.    |
| 2011/12 | Conference South                                  | 6      | 42 | 20 | 11 | 11 | 65 | 50 | +15 | 71 | 5.     |
| 2012/13 | Conference South                                  | 6      | 42 | 12 | 12 | 18 | 63 | 73 | −10 | 48 | 14.    |
| 2013/14 | Conference South                                  | 6      | 42 | 15 | 8  | 19 | 55 | 56 | −1  | 53 | 14.    |
| 2014/15 | Conference South                                  | 6      | 42 | 22 | 7  | 11 | 67 | 43 | +24 | 73 | 3.     |
| 2015/16 | National League South                             | 6      | 42 | 9  | 11 | 22 | 46 | 69 | -23 | 38 | 22.    |
| 2016/17 | Southern Football League (Premier Division)       | 7      | 46 | 18 | 8  | 20 | 65 | 72 | −7  | 62 | 12.    |
| 2017/18 | Southern Football League (Premier Division)       | 7      | 46 | 21 | 8  | 17 | 92 | 72 | +20 | 71 | 10.    |
| 2018/19 | Southern Football League (Premier Division South) | 7      | 42 | 14 | 7  | 21 | 81 | 82 | -1  | 49 | 20.    |